# Масверк
Ма́сверк (нем. Maßwerk — чертёжная работа, работа по нанесённой разметке) — готический орнамент, основанный на сложном переплетении прямых и дугообразных линий. Предварительная разметка такого орнамента проводится с помощью линейки и циркуля. Отсюда название.
Рисунок масверка отчасти повторяет пересечения нервюр каменных сводов готической архитектуры. Он заполняет стрельчатые арки, вимперги, сочетается с розами и розетками, трифолиями (трилистниками) и квадрифолиями (четырёхлистниками). Масверк выполняли рельефом или делали сквозным. Иногда к масверку относят близкие формы астверка или ранкенверка, орнаментов, воспроизводящих мотивы переплетённых ветвей и сучьев, а также флехтверк (плетёный орнамент, или «витой шнур») и штабверк, или «штабик» (вертикальные полосы и углубления).
Из архитектуры мотивы масверка переносили на резьбу по дереву: мебельные филёнки и дверцы шкафов, спинки кресел — дорсаль и скамей церковных хоров. Принцип миниатюризации архитектурных форм в изделиях художественных ремёсел характерен именно для готики.
Мотивы масверка получили широкое распространение и в последующие эпохи. Их использовали для рельефного декора стенных панелей готических и ренессансных интерьеров наряду с мотивами «льняных складок», резьбы итальянских деревянных сундуков кассоне.
Мотивы масверка получили распространение в XIX в. в период историзма, прежде всего, в стиле неоготики, в мебели, тканях, витражах и в росписях «готических сервизов» из стекла и фарфора, в частности, производства Императорских стеклянного и фарфорового заводов в Санкт-Петербурге для Зимнего дворца и неоготического Коттеджа в Петергофе.

Орнамент масверка. XV в. Дерево, резьба
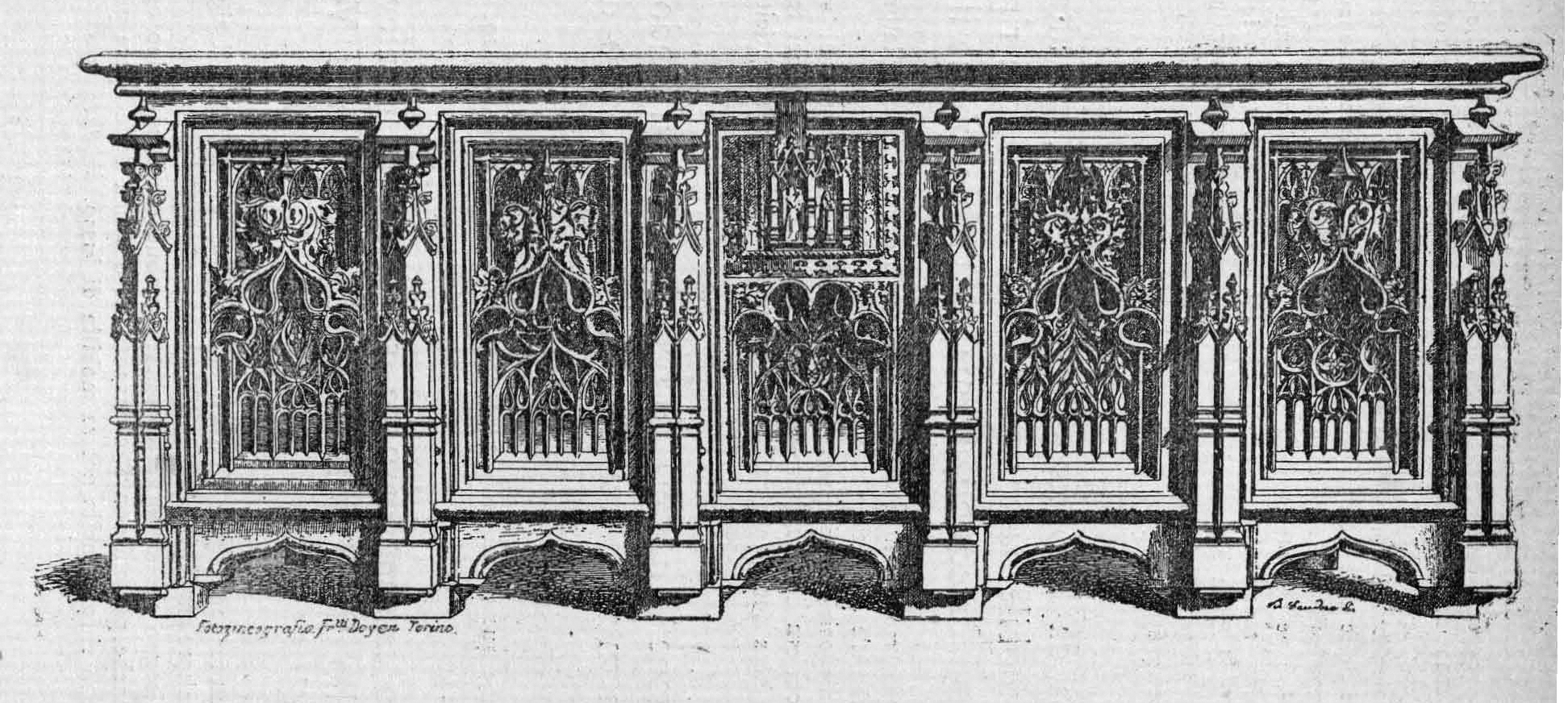
Кассоне с резьбой масверка. XV в. Италия
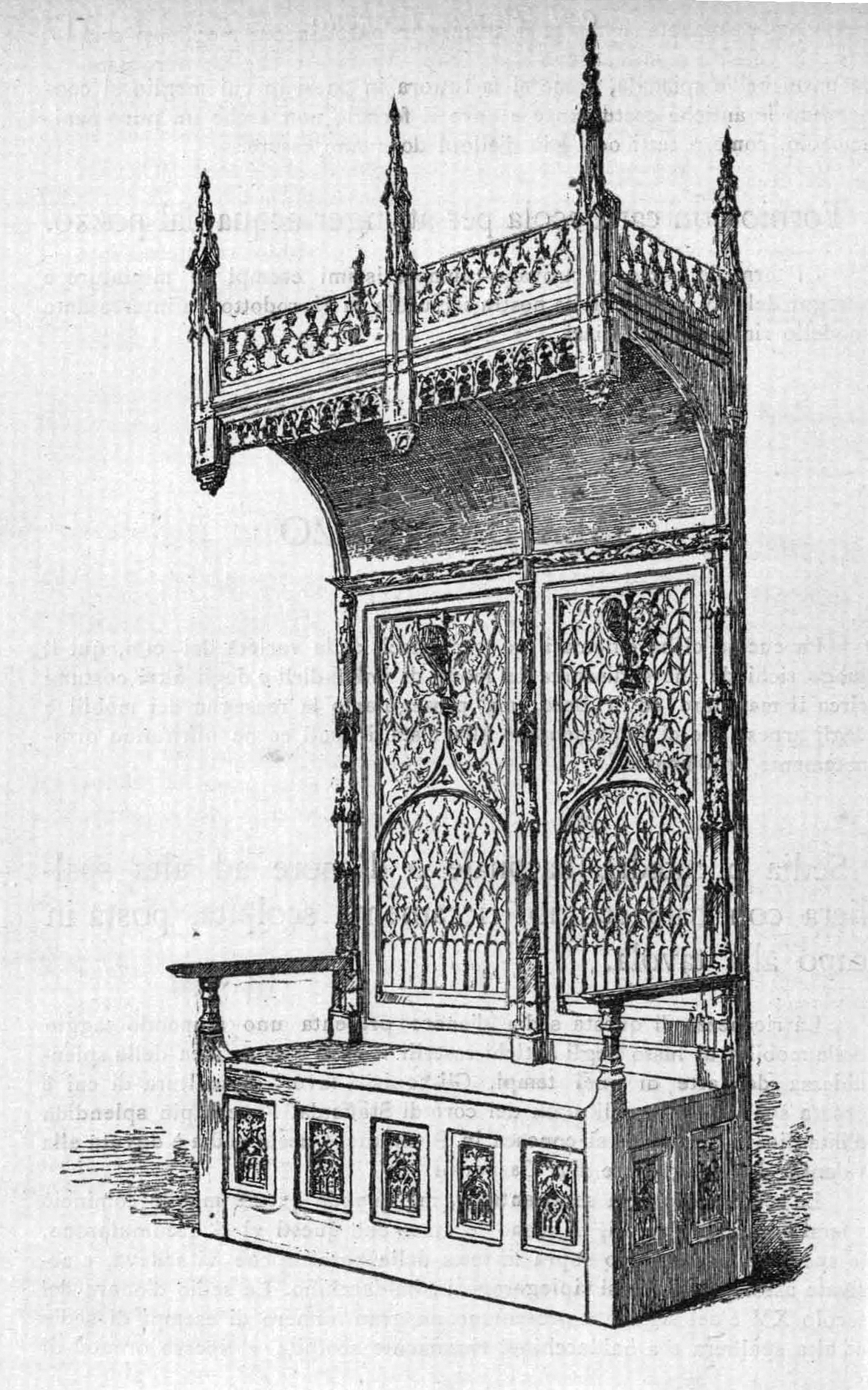
Скамья хора с мотивом резного масверка. По рисунку Э. Виолле-ле-Дюка
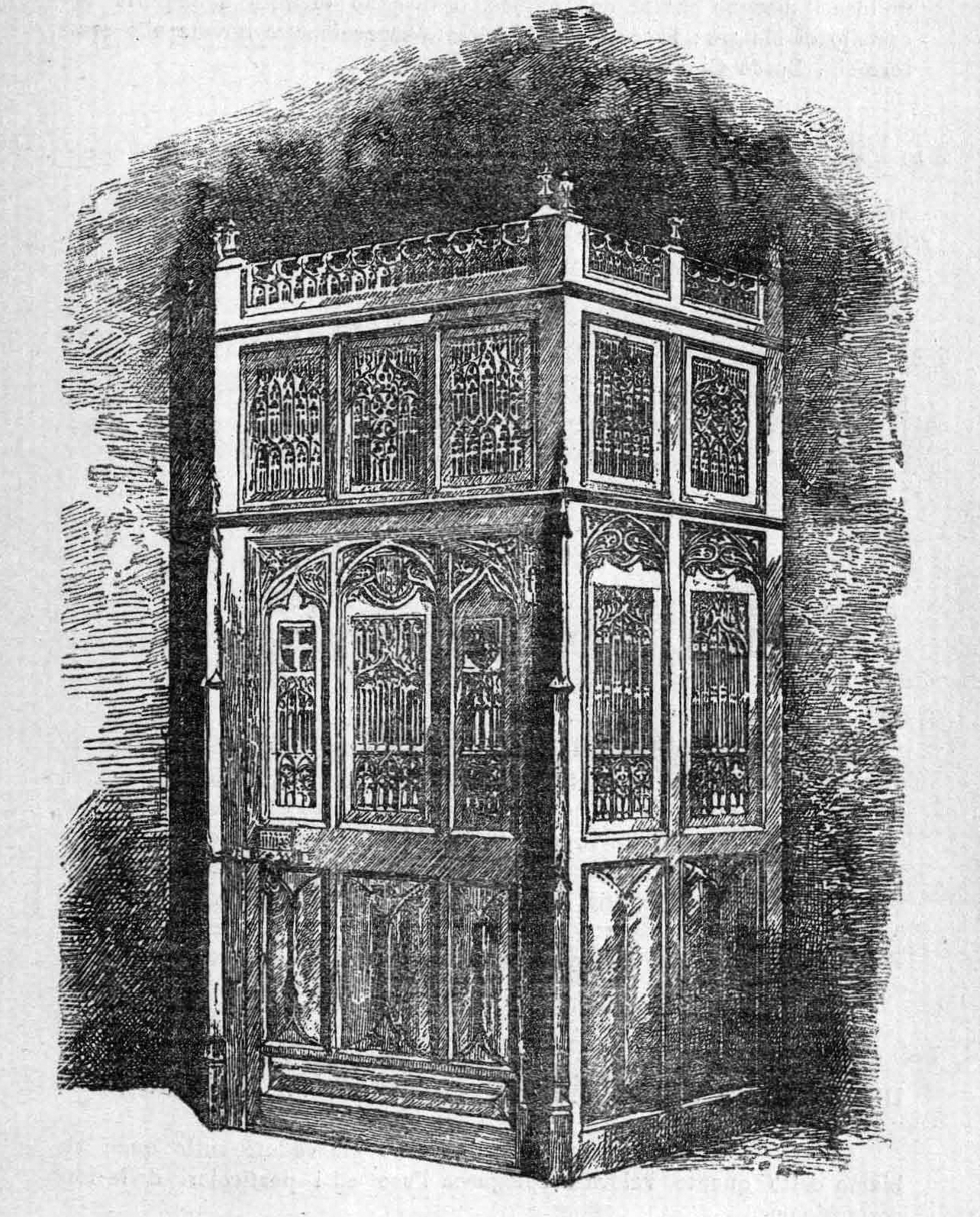
Шкаф-креденца. XV в. По изданию: Esposizione generale italiana. 1884
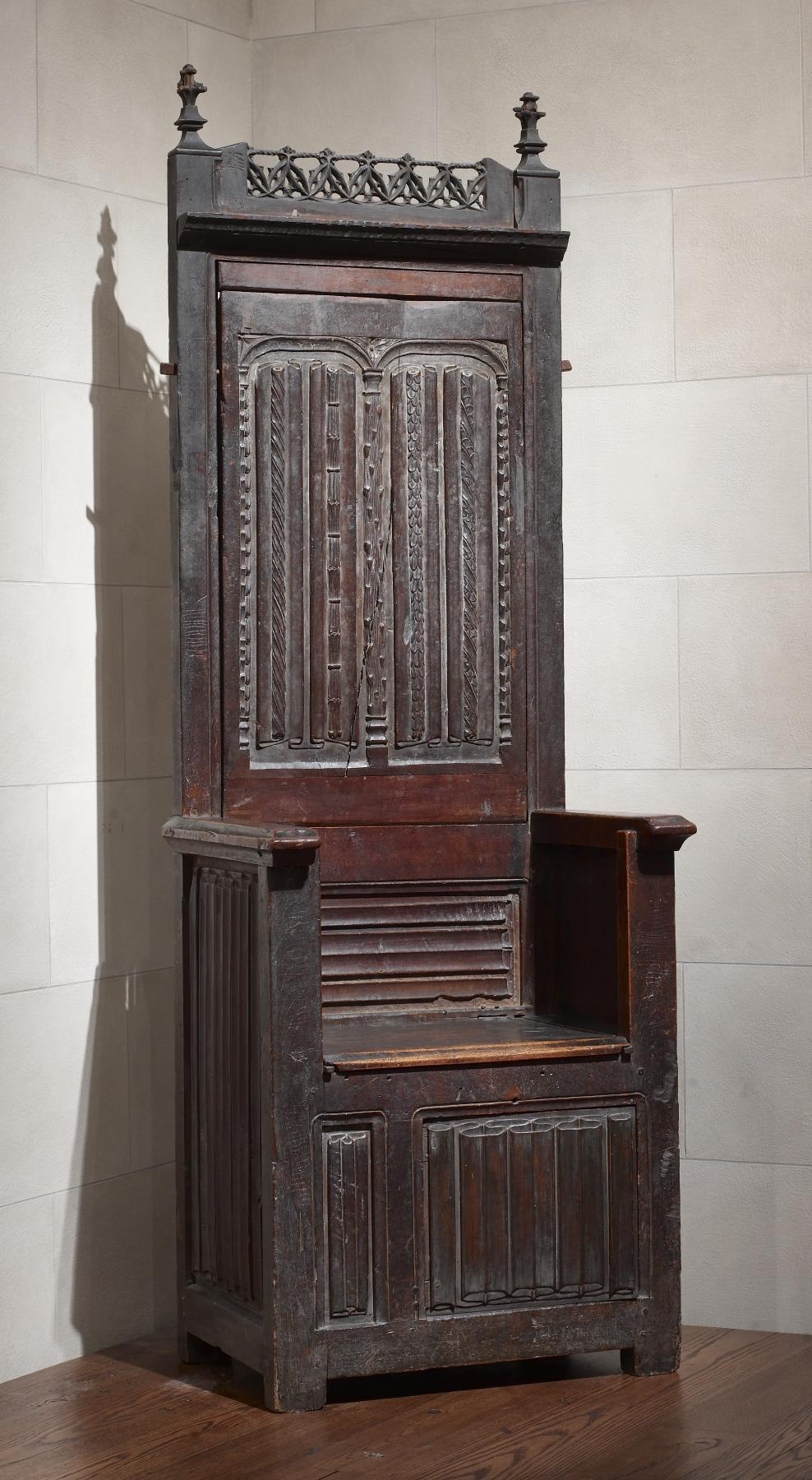
Кресло с резьбой масверка, «льняных складок» и штабверка
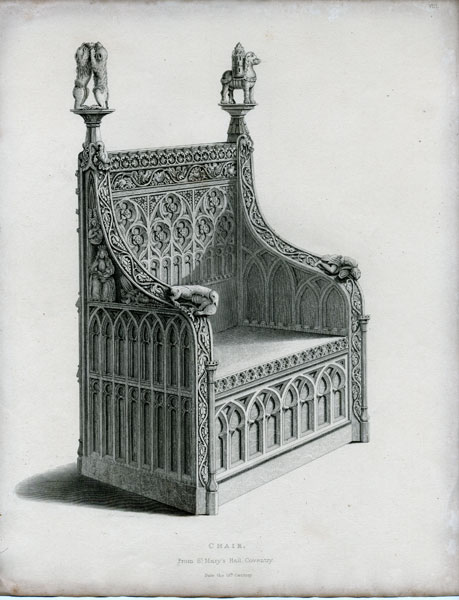
Кресло. XV в. Сент-Мэри Холл. Ковентри, Англия
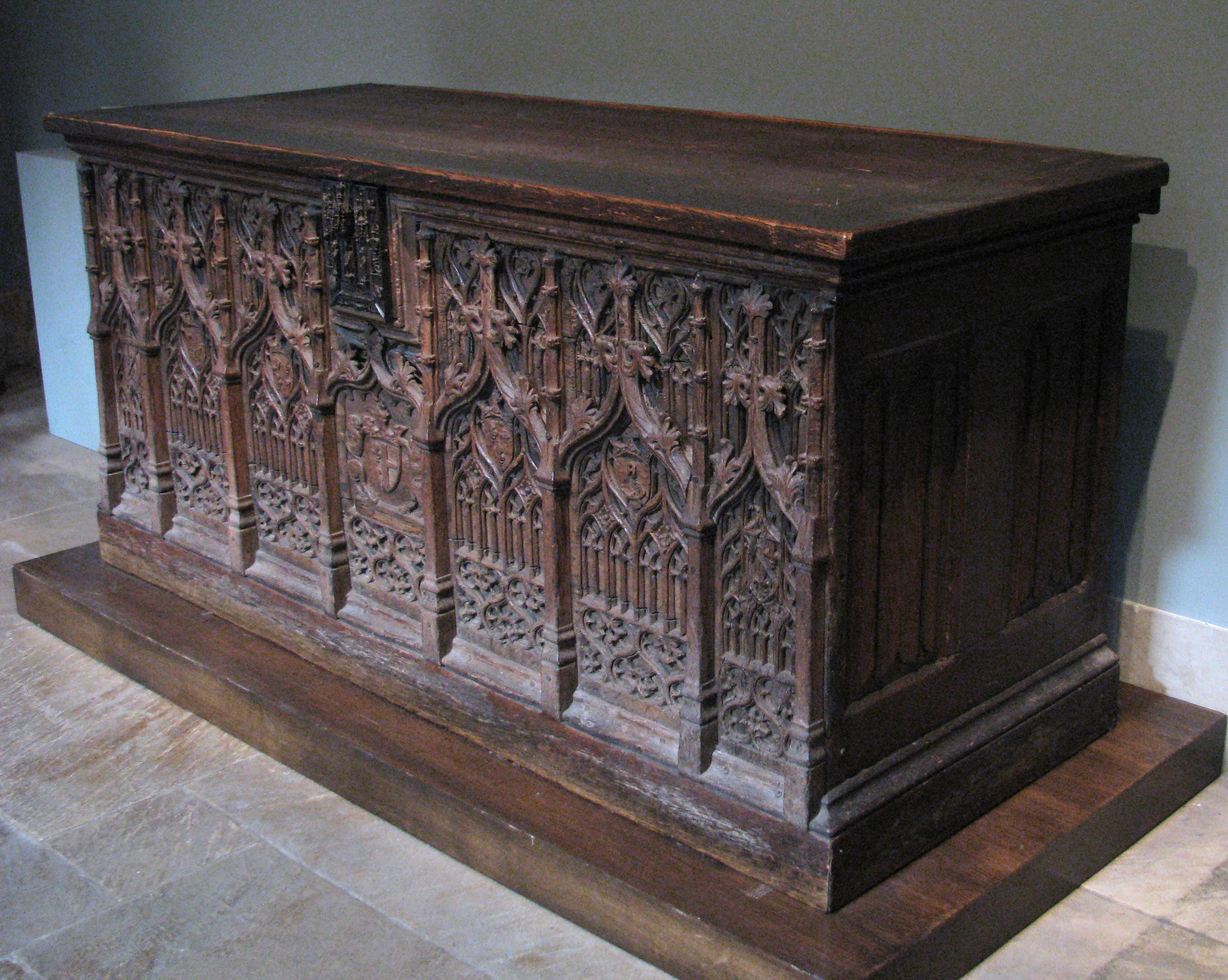
Сундук. XVI в. Франция. Метрополитен музей, Нью-Йорк
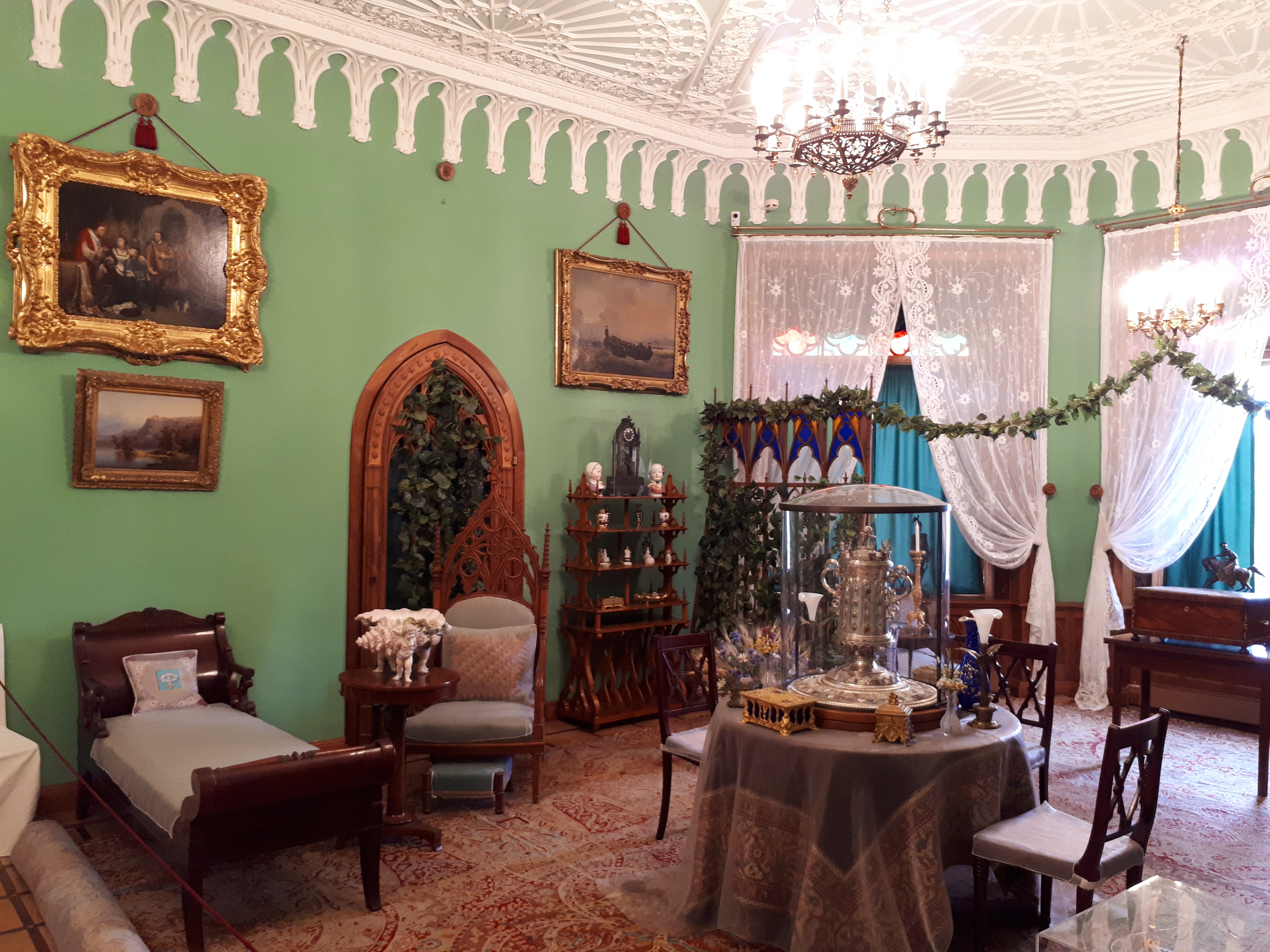
Гостиная во дворце Коттедж в Петергофе. 1826—1829.  Архитектор А. Менелас
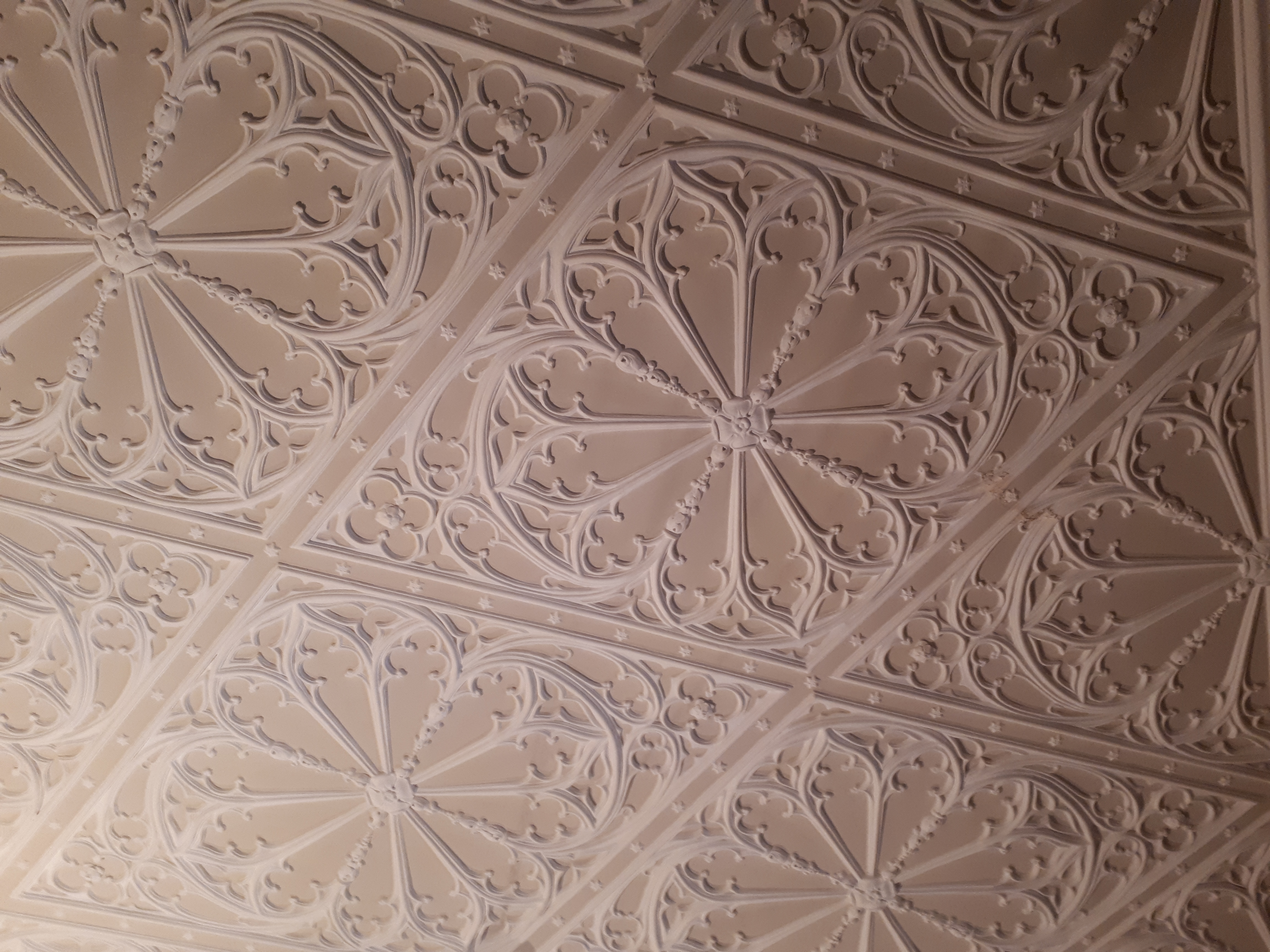
Потолок Большой приёмной дворца Коттедж в Петергофе
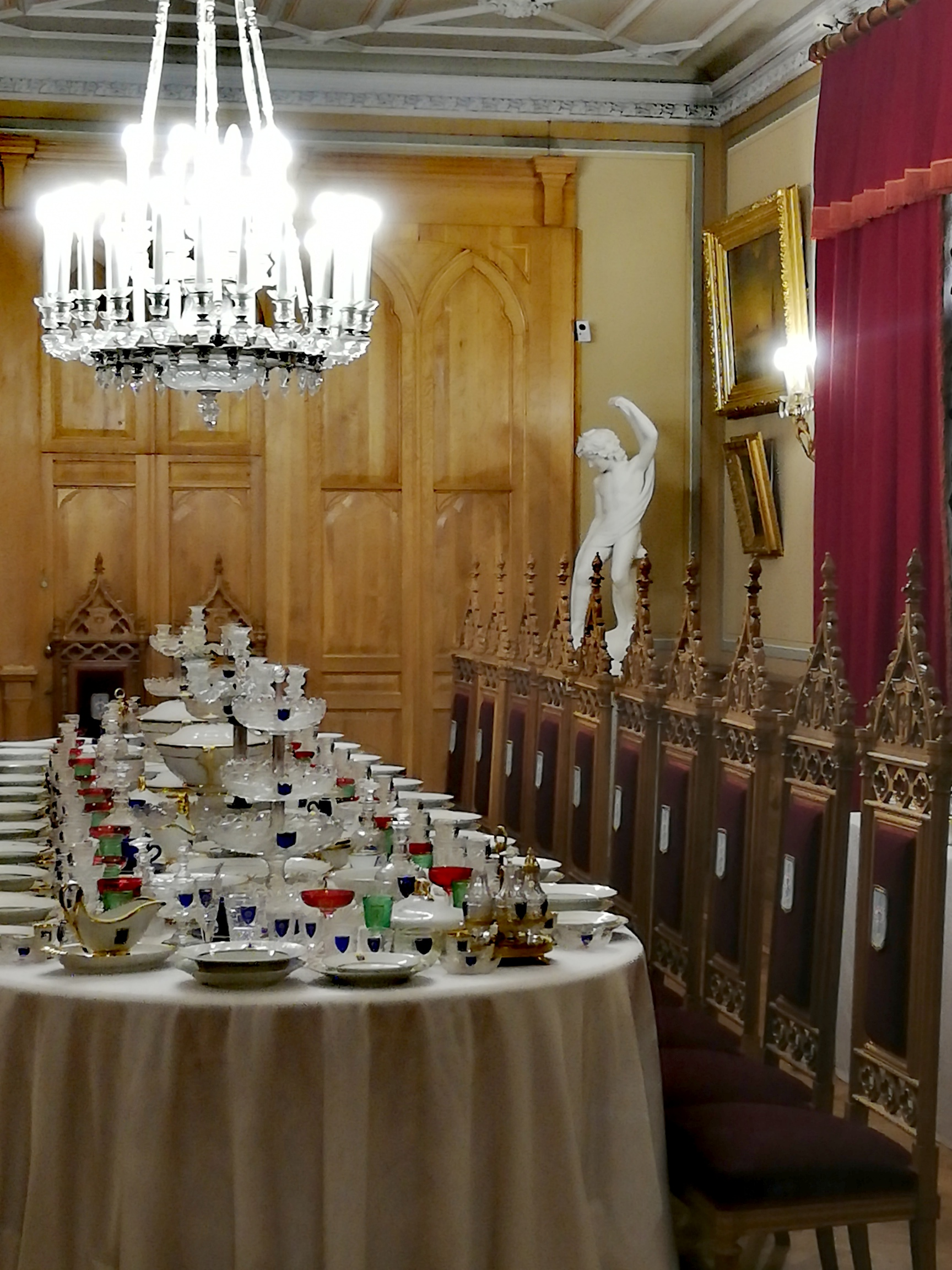
Столовая во дворце Коттедж. Неоготическая мебель мастерской Г. Гамбса и «готический сервиз» Императорского стеклянного завода. Петергоф
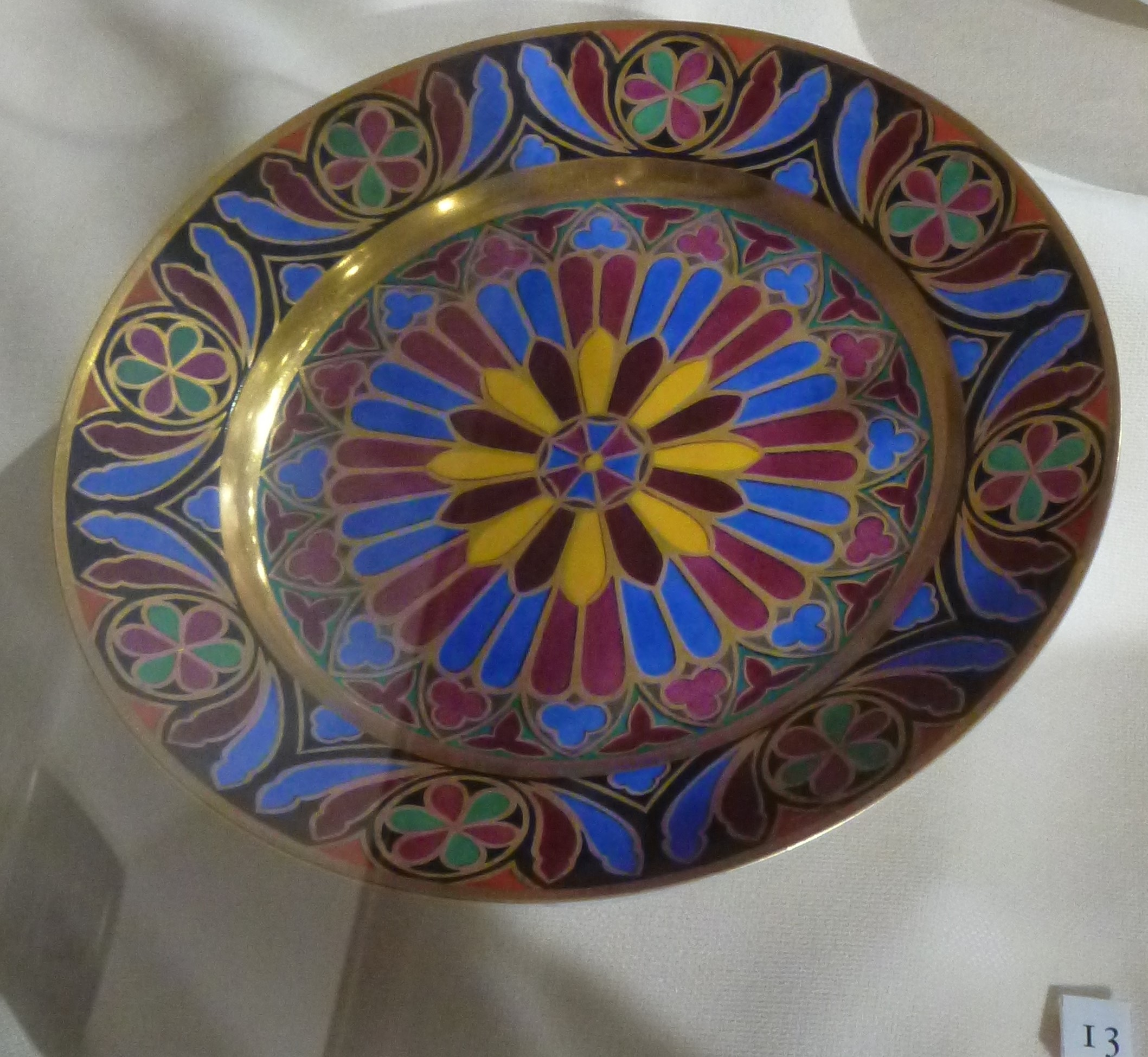
Тарелка десертная из «Готического сервиза» дворца Коттедж в Петергофе. 1831. Фарфор, роспись, золочение. Императорский фарфоровый завод, Санкт-Петербург